# Ikey Solomon
Ikey Solomon (Londra, 1787 – Hobart, 1850) è stato un criminale inglese, noto per essere stato un ricettatore di grande successo di proprietà rubate. Avendo anche guadagnato fama per i suoi crimini e per la sua fuga dall'arresto.

## Biografia
Ikey nacque intorno al 1785 a Houndsditch nell'East End di Londra. Suo padre, Henry, era ben noto come un ricettatore, ed è possibile che lui abbia introdotto suo figlio a questa occupazione. 
Nel 1810 fu arrestato per borseggio, processato all'Old Bailey insieme a Joel Joseph e condannato al confino a vita in Australia. Dopo tre o quattro anni di reclusione riuscì a fuggire, potendo continuare la sua attività di ricettazione, e ottenne una tale notorietà che, quando fu nuovamente arrestato, furono pubblicati su di lui tre opuscoli contenenti resoconti altamente esagerati della sua attività criminale. 

## Cultura di massa
Si ritiene che Ikey Solomon sia stato l'ispirazione per il famigerato personaggio di Fagin  nel romanzo Oliver Twist di Charles Dickens. Ikey e la sua famiglia sono citati nella "trilogia australiana" del romanziere Bryce Courtenay, comprendente The Potato Factory, Tommo and Hawk  e  Solomon's Song. 